# Billy McNeill
Billy McNeill (Bellshill, 1940. március 2. – 2019. április 22.) skót válogatott labdarúgó, edző.

## Pályafutása

### Játékosként
McNeillt a Celtic 1957-ben szerződtette a Blantyre Victoriától.
Pályafutása kezdetén nyolc évig nem nyert egy trófeát sem a Celticcel. Az eredmények Jock Stein menedzser kinevezését követően kezdtek el javulni, és az 1965-ös Skót Kupa döntőjében 3–2-re legyőzték a Dunfermline csapatát, a győztes gólt pedig McNeill szerezte. Ebben a szezonban McNeillt az Év skót labdarúgójának is megválasztották, pályafutása során először.
Az ezt követő években csapatkapitányként vezette a története legsikeresebb éveit élő Celticet, amellyel kilenc skót bajnokságot nyert egymás után, valamint hét Skót Kupát és hat Skót Ligakupát.
Az 1966-67-es szezonban összesen öt trófeát nyert a csapat, első brit klubként a Bajnokcsapatok Európa-kupáját, a döntőben az olasz Internazionale csapatát 2–1-re legyőzve. McNeill lett az első brit labdarúgó, aki magasba emelhette a legrangosabb klubtrófeát. 1970-ben ugyancsak bejutott a Celtic a döntőben, de ott kikapott a Feyenoordtól.
McNeill 1975-ben fejezte be pályafutását. 28 alkalommal lépett pályára a skót válogatottban, ezalatt háromszor volt eredményes. A Celticben 822 tétmérkőzésen lépett pályára, ami klubrekord. Kilencszer választották be az adott év álomcsapatában a skót bajnokságban.

### Edzőként
Visszavonulása után a Celtic utánpótlásában dolgozott, majd 1977-ben a Clyde vezetőedzője lett. Három hónap múlva, 1977 júniusában az Aberdeen élére nevezték ki.
Az 1977–1978-as szezonban a bajnokságban a második helyen végzett a csapattal és döntőt játszott a Skót Kupában. Ez volt a klub legjobb szereplése 1972 óta és bár a távozó Stein, aki korábban edzője is volt, az utódjának szánta, McNeill 11 hónap után elfogadta a Celtic ajánlatát. Utódja Alex Ferguson lett.
Mindjárt első szezonjában bajnoki címet nyert a glasgow-i csapattal. A bajnokság utolsó fordulójában 4–2-es győzelmet arattak az ősi rivális Rangers ellen az Old Firmön. Öt év alatt háromszor volt bajnok a csapattal, a kupát és a Ligakupát egyszer-egyszer emelhette magasba.
1983. június 30-án Angliába költözött és a Manchester City irányítását vett át. Két szezont töltött a klubnál, az 1985–1986-os idény végén visszajuttatta a csapatot az élvonalba.
Az 1986–87-es szezon közben távozott a csapattól és az Aston Villa vezetőedzője lett. 1987 májusában távozott a klubtól, miután kiestek az élvonalból. Ezután visszatért a Celtichez és még egy bajnoki címet valamit két kupagyőzelmet szerzett a csapattal. 1988-ban rövid ideig a Hibernian ideiglenesen megbízott vezetőedzője volt.

## Kitüntetései, elismerései

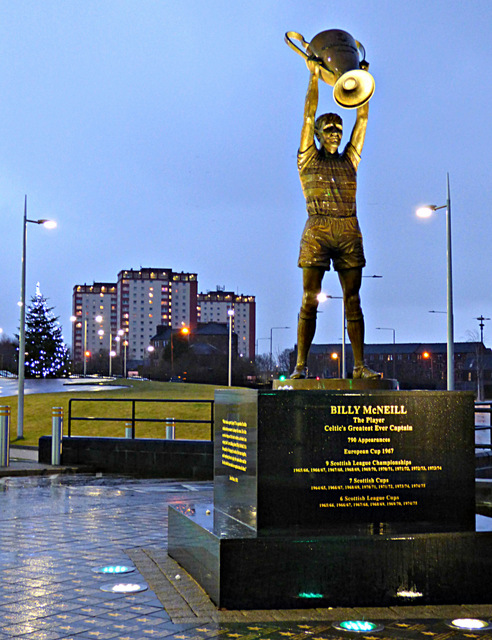
John McKenna McNeillt ábrázoló szobra a Celtic Park előtt

McNeill 1974 novemberében a A Brit Birodalom Rendjének tagja lett. 2002-ben skót sportolók, 2004-ben a skót labdarúgók halhatatlanjai közé választották be.
2015 decemberében a Celtic szobrot emeltetett a tiszteletére a Celtic Park elé. Az alkotást John McKenna szobrászművész készítette.  gránit alapon bronzban öntött szobor McNeillt ábrázolja amint felemeli a BEK-serleget, ami a klubtörténelem egyik legikonikusabb pillanata volt.
2019-ben klubhűsége elismeréseképpen vehetett át díjat (One Club Awards).

## Magánélete
Anyai nagyszülei révén litván származású volt.
A 2003-as skót parlamenti választásokon az SSCUP színeiben indult.
2008-ban a Glasgow-i Egyetem tiszteletbeli diplomáját vehette át.
2010 óta demenciában szenvedett, utolsó éveiben már beszélni sem tudott. 2019. április 22-én hunyt el, 79 éves korában.

## Statisztika

### Klubcsapatban
| Klub           | Klub           | Klub              | Bajnokság     | Bajnokság | Országos kupa | Országos kupa | Ligakupa      | Ligakupa      | Nemzetközi kupa | Nemzetközi kupa | Összesen      | Összesen |
| Szezon         | Klub           | Bajnokság         | Pályára lépés | Gól       | Pályára lépés | Gól           | Pályára lépés | Gól           | Pályára lépés   | Gól             | Pályára lépés | Gól      |
| Skócia         | Skócia         | Skócia            | Bajnokság     | Bajnokság | Skót Kupa     | Skót Kupa     | Skót Ligakupa | Skót Ligakupa | Nemzetközi kupa | Nemzetközi kupa | Összesen      | Összesen |
| -------------- | -------------- | ----------------- | ------------- | --------- | ------------- | ------------- | ------------- | ------------- | --------------- | --------------- | ------------- | -------- |
| 1957–58        | Celtic         | Skót Division One | 0             | 0         | 0             | 0             | 0             | 0             | 0               | 0               | 0             | 0        |
| 1958–59        | Celtic         | Skót Division One | 17            | 0         | 0             | 0             | 6             | 0             | 0               | 0               | 23            | 0        |
| 1959–60        | Celtic         | Skót Division One | 19            | 0         | 7             | 0             | 6             | 0             | 0               | 0               | 32            | 0        |
| 1960–61        | Celtic         | Skót Division One | 31            | 1         | 8             | 0             | 4             | 0             | 0               | 0               | 43            | 1        |
| 1961–62        | Celtic         | Skót Division One | 29            | 1         | 6             | 0             | 6             | 0             | 0               | 0               | 41            | 1        |
| 1962–63        | Celtic         | Skót Division One | 28            | 1         | 7             | 0             | 6             | 0             | 1               | 0               | 42            | 1        |
| 1963–64        | Celtic         | Skót Division One | 28            | 0         | 4             | 0             | 6             | 0             | 8               | 0               | 46            | 0        |
| 1964–65        | Celtic         | Skót Division One | 22            | 0         | 6             | 1             | 6             | 0             | 2               | 0               | 36            | 1        |
| 1965–66        | Celtic         | Skót Division One | 25            | 0         | 7             | 0             | 10            | 0             | 7               | 1               | 49            | 1        |
| 1966–67        | Celtic         | Skót Division One | 33            | 0         | 6             | 0             | 10            | 2             | 9               | 1               | 58            | 3        |
| 1967–68        | Celtic         | Skót Division One | 34            | 5         | 1             | 0             | 10            | 0             | 2               | 0               | 50            | 6        |
| 1968–69        | Celtic         | Skót Division One | 34            | 3         | 7             | 3             | 9             | 0             | 6               | 0               | 56            | 6        |
| 1969–70        | Celtic         | Skót Division One | 31            | 5         | 5             | 0             | 10            | 2             | 9               | 0               | 55            | 7        |
| 1970–71        | Celtic         | Skót Division One | 31            | 1         | 8             | 1             | 10            | 0             | 5               | 1               | 54            | 3        |
| 1971–72        | Celtic         | Skót Division One | 34            | 3         | 6             | 1             | 8             | 0             | 7               | 0               | 55            | 4        |
| 1972–73        | Celtic         | Skót Division One | 30            | 1         | 7             | 1             | 10            | 0             | 4               | 0               | 51            | 2        |
| 1973–74        | Celtic         | Skót Division One | 30            | 0         | 5             | 0             | 11            | 0             | 7               | 0               | 53            | 0        |
| 1974–75        | Celtic         | Skót Division One | 30            | 1         | 4             | 0             | 9             | 0             | 2               | 0               | 45            | 1        |
| Összesen       | Skócia         | Skócia            | 486           | 22        | 94            | 7             | 137           | 4             | 69              | 3               | 789           | 37       |
| Karrier összes | Karrier összes | Karrier összes    | 486           | 22        | 94            | 7             | 137           | 4             | 69              | 3               | 789           | 37       |

### Szereplése a válogatottban
| Skócia   | Skócia        | Skócia |
| Év       | Pályára lépés | Gól    |
| -------- | ------------- | ------ |
| 1961     | 6             | 0      |
| 1962     | 2             | 0      |
| 1963     | 3             | 0      |
| 1964     | 2             | 0      |
| 1965     | 6             | 1      |
| 1966     | —             | —      |
| 1967     | 1             | 0      |
| 1968     | 2             | 0      |
| 1969     | 4             | 2      |
| 1970     | —             | —      |
| 1971     | —             | —      |
| 1972     | 3             | 0      |
| Összesen | 29            | 3      |

### Válogatott góljai
Az eredmények Skócia szempontjából értendőek.
| #  | Dátum             | Helyszín                   | Ellenfél      | A gólt követő állás | Végeredmény | Versenysorozat                |
| -- | ----------------- | -------------------------- | ------------- | ------------------- | ----------- | ----------------------------- |
| 1. | 1965. október 13. | Hampden Park, Glasgow      | Lengyelország | 1–0                 | 1–2         | világbajnoki selejtező        |
| 2. | 1969. május 3.    | Racecourse Ground, Wrexham | Wales         | 1–0                 | 5–3         | 1968–69-es Brit házibajnokság |
| 3. | 1969. május 17.   | Hampden Park, Glasgow      | Ciprus        | 2–0                 | 8–0         | világbajnoki selejtező        |

### Statisztikája vezetőedzőként
| Csapat          | Ország | -tól            | -ig             | Record | Record | Record | Record | Record | Record |
| M               | Gy     | D               | V               | Gy %   |        |        |        |        |        |
| --------------- | ------ | --------------- | --------------- | ------ | ------ | ------ | ------ | ------ | ------ |
| Clyde           | SCO    | 1977 április    | 1977 június     | 8      | 4      | 3      | 1      | 50,00  |        |
| Aberdeen        | SCO    | 1977 június     | 1978 augusztus  | 57     | 37     | 11     | 9      | 64,91  |        |
| Celtic          | SCO    | 1978 augusztus  | 1983 május      | 258    | 165    | 40     | 53     | 63,95  |        |
| Manchester City | ENG    | 1983 június     | 1986 szeptember | 150    | 60     | 41     | 49     | 40,00  |        |
| Aston Villa     | ENG    | 1986 szeptember | 1987 május      | 41     | 9      | 15     | 17     | 21,95  |        |
| Celtic          | SCO    | 1987 május      | 1991 május      | 197    | 108    | 41     | 48     | 54,82  |        |

## Sikerei, díjai

### Játékosként
Celtic
- Skót bajnok (9): 1965–66, 1966–67, 1967–68, 1968–69, 1969–70, 1970–71, 1971–72, 1972–73, 1973–74
- Skót Kupa-győztes (7): 1964–65, 1966–67, 1968–69, 1970–71, 1971–72, 1973–74, 1974–75
- Skót Ligakupa-győztes (6): 1965–66, 1966–67, 1967–68, 1968–69, 1969–70, 1974–75
- Bajnokcsapatok Európa-kupája-győztes (1): 1966–67

Egyéni elismerés
- Az év skót labdarúgója (1): 1964–65

### Edzőként
Celtic
- Skót bajnok (4): 1978–79, 1980–81, 1981–82, 1987–88
- Skót Kupa-győztes (3): 1979–80, 1987–88, 1988–89
- Skót Ligakupa-győztes (1): 1982–83

Aberdeen
- Skót Kupa-döntős: 1977–78

Manchester City
- Angol másodosztály, feljutás: 1984–85